# Мишел Брисо
Мишел Брисо (19. март 1913 — 28. фебруар 1986) био је професионални француски фудбалер. Рођен је у Орану.